# Schlitzschnecken-Hämocyanin

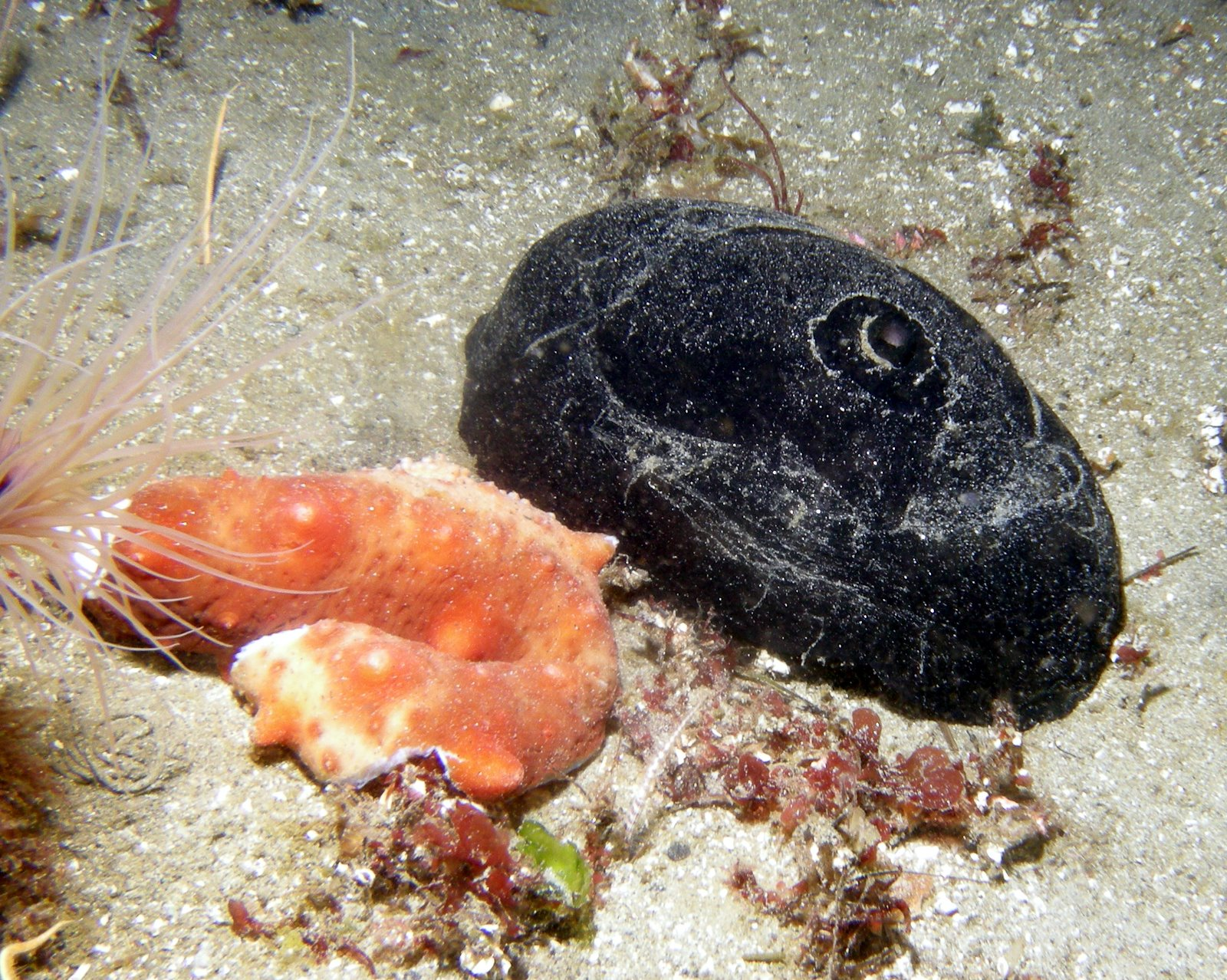
Eine Große Kalifornische Schlüssellochschnecke (rechts), aus der das KLH gewonnen wird (links im Bild: eine Seegurke)

Schlitzschnecken-Hämocyanin (engl. Abkürzung KLH, von Keyhole Limpet Hemocyanin) ist ein hochmolekularer Proteinkomplex, der aus der Hämolymphe der Großen Kalifornischen Schlüssellochschnecke (Megathura crenulata) aus der Familie der Schlitzschnecken (Fissurellidae, englisch keyhole limpets) gewonnen wird. KLH gehört mit einer Molekülmasse von 8 bis 32 Millionen Dalton zu den größten bekannten Proteinen.
Hämocyanine sind die durch Kupferatome blau erscheinenden Sauerstoff transportierenden Proteine verschiedener Mollusken und Arthropoden.

## Verwendung
Um als Antigen wirken zu können, müssen niedermolekulare Moleküle wie Peptide, Aminosäuren, Nukleinsäuren, bestimmte Toxine oder Arzneistoffe an Trägerproteine (in der Literatur häufig als „carrier“ bezeichnet) gekoppelt werden. Neben Ovalbumin (Hühnerei-Albumin) und bovinen oder humanen Serumalbuminen ist das Schneckenprotein KLH ein in der Biotechnologie verbreitetes Trägerprotein bei der Immunisierung von Tieren. Die Kopplung des Haptens erfolgt in den meisten Fällen an die Carboxyl- oder Aminogruppe des Trägerproteins. Die Bindung an Kohlenhydratreste oder die Bildung von Disulfidbrücken ist aber ebenso möglich. Durch die Kopplung an KLH werden ansonsten immunologisch nicht oder wenig reaktive Moleküle, die sogenannten Haptene, dem Immunsystem der immunisierten Tiere als vollwertiges Antigen dargestellt. Auf diese Weise wird die Gewinnung von Antikörpern gegen diese Moleküle überhaupt erst möglich, jedoch enthält das aus dem Blut der immunisierten Tiere gewonnene polyklonale Immunserum neben den Hapten-spezifischen Antikörpern, auch solche, die gegen antigene Determinanten des KLH-Trägermoleküls gerichtet sind, sowie eine große Zahl weiterer Antikörper, die auf natürliche Antigen-Kontakte der Tiere zurückzuführen sind. Die Erhöhung der Immunogenität eines Haptens wird durch die Größe des Hapten-KLH-Konjugationskomplexes und die dem KLH eigene starke Immunogenität bewirkt.
KLH ruft in Wirbeltieren eine starke Immunantwort hervor, sowohl die zelluläre als auch die humorale. In der Medizin wird KLH daher als unspezifischer Modulator (Immunstimulator) benutzt, mit dessen Hilfe die Immunkompetenz eines Körpers bestimmt werden kann.
Aus dem nativen KLH wird durch Aufspaltung in kleinere, chemisch-physikalisch stabile Untereinheiten zu circa 400 kD das Immunocyanin gewonnen. Immunocyanin ist in den Niederlanden, Österreich, Argentinien und Südkorea zur Verringerung der Häufigkeit des Wiederauftretens von Harnblasenkarzinomen nach operativer Entfernung des Tumors durch die Harnröhre (transurethrale Resektion, TUR) als Arzneimittel zugelassen. Dazu wird der gefriergetrocknete Arzneistoff gelöst und in die zuvor entleerte Harnblase eingebracht. Immunocyanin soll dort die zelluläre und humorale Immunabwehr in der Blasenschleimhaut aktivieren.
Weiterhin wird Immunocyanin als Wirkverstärker (Adjuvans) in der immunologischen Forschung verwendet.